# Forças Armadas do Afeganistão

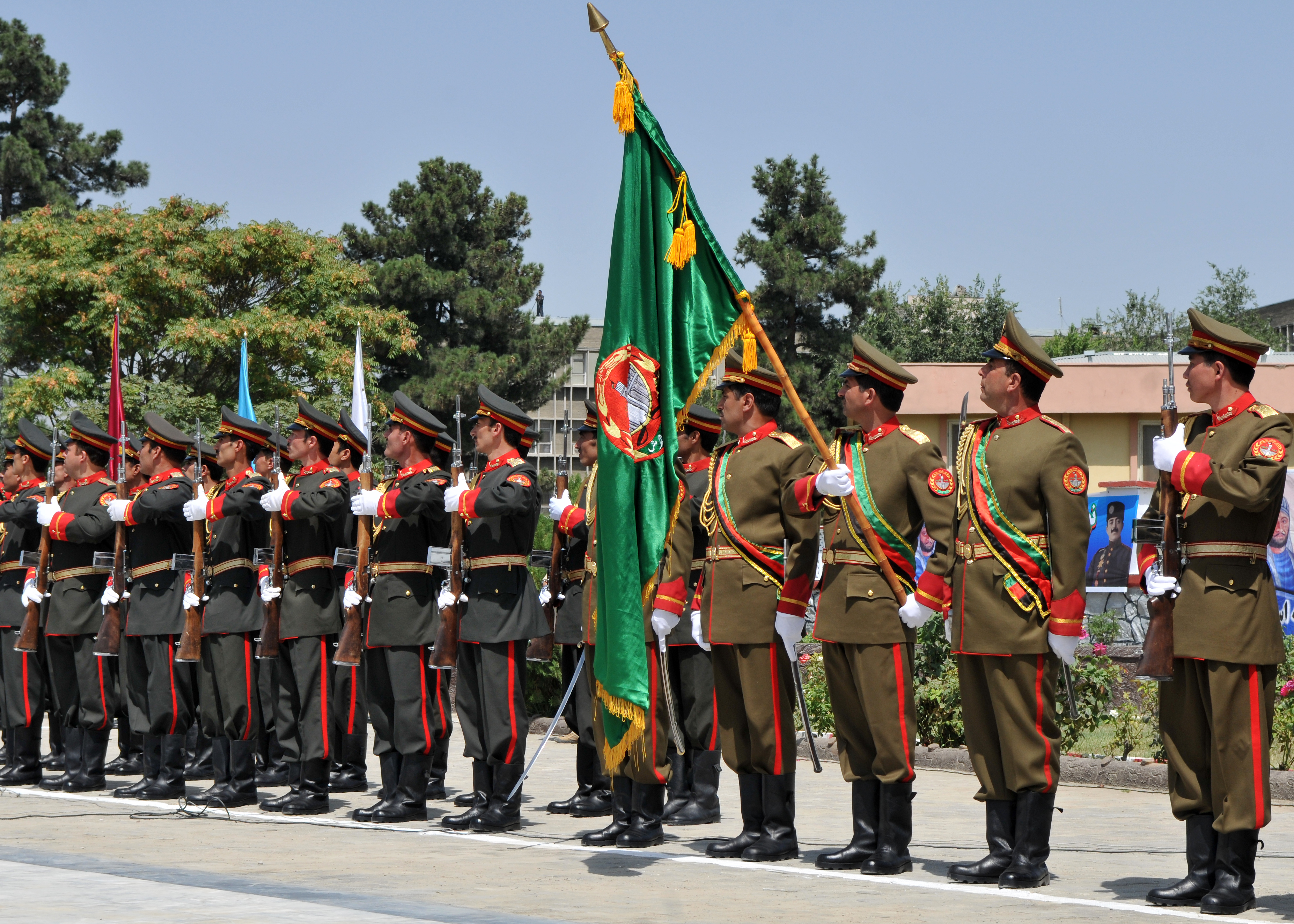
Militares afegãos com seus uniformes cerimoniais.

As Forças Armadas Afegãs foram as forças militares da República Islâmica do Afeganistão (2004–2021). Era consistido de um exército e uma força aérea. Como o país não tem costa marítima, não havia necessidade de uma marinha. O presidente da nação era também o comandante em chefe das forças armadas, junto com o ministro da defesa, com o último homem a exercer este cargo sendo o general Bismillah Khan Mohammadi. O quartel-general ficava em Cabul, a capital. Chegou a ter mais de 200 000 militares no serviço ativo, armados, treinados e financiados pelas majoritariamente potências Ocidentais.
Sua fundação é datada no ano de 1709 durante o Império Hotaqui, que fora estabelecida em Candaar seguido pelo Império Durrani. Os afegãos lutaram contra a Dinastia Safávida e o Império Maratha durante os séculos XVIII e XIX. As forças armadas do país foram reorganizadas durante o Raj britânico em 1880, quando a nação era governado pelo Emir Abderramão Cã. Passou então por uma grande modernização durante o regime de Amanulá Cã, no começo do século XX e expandido ainda mais durante os quarenta anos do reinado de Zahir Shah. Entre 1978 e 1992, o regime comunista afegão, apoiado pela União Soviética, lutou contra a insurgência mujahidin, apoiada pelo Ocidente. Com a queda do governo socialista em 1992 e o fim do apoio militar soviético, as forças armadas se dissolveram em pequenas facções controladas por líderes tribais e milícias islâmicas que tomaram o poder. Durante boa parte da década de 1990 e começo dos anos 2000, o regime Talibã estabeleceu a sharia (lei islâmica) como a constituição do país e a luta interna entre as diferentes facções de mujahidins continuou por anos.
Após a invasão do país por forças da OTAN, encabeçadas pelos Estados Unidos, os extremistas do Talibã acabaram por deixar o poder no final de 2001. Sob a liderança das potências ocidentais, as forças armadas afegãs foram reconstruídas, recebendo vasto suporte das forças armadas americanas. Apesar dos problemas iniciais de treinamento e recrutamento, o novo exército afegão acabou lutando de forma eficiente contra a insurgência talibã, com o passar dos anos. Em 2011, a responsabilidade pela segurança do país começou a ser transferida, das força de ocupação internacional para o governo do Afeganistão. O então presidente americano, Barack Obama, afirmou em 2009 que, somando polícia e exército, as forças de segurança afegãs contavam com 400 000 combatentes. Também foi anunciado um investimento de US$1,3 bilhões de dólares em infraestrutura e instalações militares novas para as forças armadas afegãs. Ao mesmo tempo, um vasto programa de modernização foi colocado em prática para fortalecer o exército afegão.
As forças armadas da República Islâmica do Afeganistão entraram em colapso após a ofensiva de verão do Talibã em 2021. Após a queda de Cabul nas mãos dos insurgentes talibãs e a fuga do presidente Ashraf Ghani, o exército afegão deixou de existir para fins práticos, com milhares de homens se rendendo ou desertando em massa.